# La Haye-d’Ectot
La Haye-d’Ectot település Franciaországban, Manche megyében. Lakosainak száma 285 fő (2022. január 1.). La Haye-d’Ectot Sortosville-en-Beaumont, Saint-Jean-de-la-Rivière, Barneville-Carteret, Les Moitiers-d’Allonne és Saint-Maurice-en-Cotentin községekkel határos.

## Népesség
A település népességének változása:
| Lakosok száma | 210  | 150  | 147  | 220  | 239  | 238  | 257  | 271  | 272  | 285  |
|               | 1968 | 1982 | 1990 | 2006 | 2013 | 2015 | 2017 | 2019 | 2020 | 2022 |